# Parure
Parure är ett franskt ord som betyder utsmyckning, prydnad, smycke, garnityr, men som också kan ha en närmast motsatt betydelse, nämligen avskrap, skräp.
Från parure har det svenska ordet paryr bildats som även det kan betyda prydnad, smycke, grannlåt men även skrud, "stass"  eller vacker, fin och dyrbar klädedräkt.  
Inom juvelerarkonsten avses med termen parure (paryr) en uppsättning smycken avsedda att bäras tillsammans, vanligtvis ett halsband, örhängen, brosch och ett (eller två) armband. 
Under 1800-talet var två armband det vanliga, men med bruket av armbandsur har det ena armbandet försvunnit.
Ett demi-parure är en mindre uppsättning smycken att bäras tillsammans, till exempel halsband och örhängen.

## Köksfranska
På köksfranska avses med parure, det som blir över, när man putsat ett färskt köttstycke från mindre värdefulla delar. Men även parure skall tas till vara, t.ex. för att det, tillsammans med annat, ska kokas buljong av.